# Jakub Kronenberg
Jakub Adam Kronenberg (ur. 1977) – polski ekonomista, dr hab. nauk ekonomicznych, profesor nadzwyczajny Instytutu Gospodarki Przestrzennej Wydziału Ekonomicznego i Socjologicznego Uniwersytetu Łódzkiego.

## Życiorys
W latach 2001–2003 odbył studia ekonomiczne, oraz zarządzania i marketingu na Uniwersytecie Łódzkim, 14 listopada 2005 obronił pracę doktorską Ekonomia ekologiczna i ekologia przemysłowa jako podstawa Zintegrowanej Polityki Produktowej Unii Europejskiej, 13 kwietnia 2015 habilitował się na podstawie dorobku naukowego i pracy zatytułowanej Szanse i zagrożenia dla efektywności gospodarowania środowiskiem przyrodniczym w kontekście ekonomii usług ekosystemów. Otrzymał nominację profesorską.
Został zatrudniony na stanowisku adiunkta w Katedrze Międzynarodowych Stosunków Gospodarczych na Wydziale Ekonomicznym i Socjologicznym Uniwersytetu Łódzkiego.
Objął funkcję profesora nadzwyczajnego w Instytucie Gospodarki Przestrzennej na Wydziale Ekonomicznym i Socjologicznym Uniwersytetu Łódzkiego.
W 2022 roku, wraz z Edytą Łaszkiewicz i Magdaleną Biernacką (zespół naukowy z Zakładu Analiz Systemów Społeczno-Ekologicznych na Wydziale Ekonomiczno-Socjologicznym UŁ) otrzymał Nagrodę Miasta Łodzi.
Został odznaczony Brązowym (2012) i Srebrnym (2022) Krzyżem Zasługi.
W 2023 otrzymał Honorowy Medal 600-lecia Miasta Łodzi "za działania na rzecz rozwoju Łodzi przyznawane z okazji 600-lecia Miasta".

## Publikacje
- 2000: Liberalizacja światowego handlu a ochrona środowiska[1]
- 2006: Industria ecology and ecological economics[1]
- 2009: Analiza dobrych przykładów wprowadzania zrównoważonego rozwoju w przedsiębiorstwach połączonego z edukacją studentów[1]
- 2009: Szkoła letnia Wyzwania zrównoważonego rozwoju w Polsce - dwanaście lat doświadczeń[1]
- 2014: Viable alternatives for large-scale unsustainable projects in developing countries: the case of the Kumtor gold mine in Kyrgyzstan[1]
- 2016: Integrating non-monetary and monetary valuation methods - SoftGIS and hedonic pricing[1]
- 2016: Wasting collaboration potential: A study in urban green space governance in a post-transition country[1]